# Myrioconium scirpi
Myrioconium scirpi är en svampart som beskrevs av Syd. & P. Syd. 1912. Myrioconium scirpi ingår i släktet Myrioconium och familjen Sclerotiniaceae.   Inga underarter finns listade i Catalogue of Life.